# KHL Junior Draft 2013
Der KHL Junior Draft 2013 war der fünfte Entry Draft der Kontinentalen Hockey-Liga und fand am 25. und 26. Mai 2013 im Druschba-Sportpalast in Donezk statt. An der Veranstaltung nach nordamerikanischem Vorbild nahmen alle KHL-Teams teil. Es durften Spieler des Jahrgangs 1996 aus der ganzen Welt ausgewählt werden, die keinen gültigen KHL-, MHL- oder WysHL-Vertrag besaßen. Zudem konnten die KHL-Teams (außer die nicht-russischen Teams und Lokomotive Jaroslawl) fünf Spieler ihrer eigenen Nachwuchsorganisation (inkl. der MHL-Teams) vor dem Draft durch andere KHL-Klubs schützen.
An erster Position wählte Amur Chabarowsk den Russen Dmitri Ossipow. Insgesamt wählten die 28 Mannschaften 174 Spieler in fünf Runden aus.

## Ergebnisse

### Runde 1
| #  | Spieler                 | Pos | Nationalität | KHL-Team                  | Verein / Team                     |
| -- | ----------------------- | --- | ------------ | ------------------------- | --------------------------------- |
| 1  | Dmitri Ossipow          | D   | Russland     | Amur Chabarowsk           | HK Russ                           |
| 2  | Jewgeni Swetschnikow    | F   | Russland     | Ak Bars Kasan             | Bars Kasan (MHL)                  |
| 3  | Wladislaw Kamenew       | F   | Russland     | HK Metallurg Magnitogorsk | Stalnje Lissy Magnitogorsk (MHL)  |
| 4  | Semjon Koschelew        | F   | Kasachstan   | Neftechimik Nischnekamsk  | Kaszink-Torpedo II (Kasachstan)   |
| 5  | Wladislaw Walenzow      | D   | Russland     | SKA Sankt Petersburg      | HK Newa                           |
| 6  | Alexander Protapowitsch | C   | Russland     | Ak Bars Kasan             | Bars Kasan (MHL)                  |
| 7  | Jegor Korschkow         | F   | Russland     | Lokomotive Jaroslawl      | Lokomotiv Jaroslawl               |
| 8  | Maxim Lasarew           | F   | Russland     | Ak Bars Kasan             | Bars Kasan (MHL)                  |
| 9  | Radel Faslejew          | F   | Russland     | Ak Bars Kasan             | Bars Kasan (MHL)                  |
| 10 | Mark Marin              | D   | Russland     | Ak Bars Kasan             | Bars Kasan (MHL)                  |
| 11 | Nikita Jaskow           | F   | Russland     | Metallurg Nowokusnezk     | Kusnezkje Medwedi (MHL)           |
| 12 | Maxim Tretjak           | G   | Russland     | HK ZSKA Moskau            | Krasnaja Armija Moskau (MHL)      |
| 13 | Eduard Nassybullin      | D   | Russland     | Ak Bars Kasan             | Bars Kasan (MHL)                  |
| 14 | Artjom Rassulow         | F   | Russland     | Ak Bars Kasan             | Bars Kasan (MHL)                  |
| 15 | Roman Chalikow          | D   | Kasachstan   | HK Donbass Donezk         | Bars Kasan (MHL)                  |
| 16 | Alexei Dersajew         | D   | Russland     | Ak Bars Kasan             | Bars Kasan (MHL)                  |
| 17 | Semjon Bogatschonok     | D   | Russland     | Ak Bars Kasan             | Bars Kasan (MHL)                  |
| 18 | Daniil Wowtschenko      | F   | Russland     | Sewerstal Tscherepowez    | Almas Tscherepowez (MHL)          |
| 19 | Alexander Dergatschow   | F   | Russland     | SKA Sankt Petersburg      | Neftjanik Almetjewsk              |
| 20 | Archip Nekolenko        | LW  | Russland     | HK Spartak Moskau         | MHK Spartak (MHL)                 |
| 21 | Walentin Rasumnjak      | F   | Russland     | Salawat Julajew Ufa       |                                   |
| 22 | Dmitri Srednew          | F   | Russland     | HK Jugra Chanty-Mansijsk  | Awto Jekaterinburg (MHL)          |
| 23 | Jakub Vrána             | F   | Tschechien   | HK Sibir Nowosibirsk      | Linköpings HC (Elitserien)        |
| 24 | Artjom Leontjew         | G   | Russland     | Ak Bars Kasan             | Bars Kasan (MHL)                  |
| 25 | Kasperi Kapanen         | LW  | Finnland     | Barys Astana              | KalPa (SM-liiga)                  |
| 26 | Maxim Letunow           | F   | Russland     | Salawat Julajew Ufa       |                                   |
| 27 | Haralds Egle            | F   | Lettland     | Lokomotive Jaroslawl      | Portland Jr. Pirates (EJHL)       |
| 28 | Artur Boltanow          | F   | Russland     | HK Metallurg Magnitogorsk | Stalnje Lissy Magnitogorsk (MHL)  |
| 29 | Iwan Nikolischin        | F   | Russland     | HK ZSKA Moskau            | Krasnaja Armija Moskau (MHL)      |
| 30 | Alexander Mikulowitsch  | D   | Russland     | HK Traktor Tscheljabinsk  | Traktor Tscheljabinsk             |
| 31 | Dmitri Sergejew         | D   | Russland     | HK Traktor Tscheljabinsk  | Traktor Tscheljabinsk             |
| 32 | Ilja Derwuk             | D   | Russland     | HK Awangard Omsk          | Omskje Jastrebi (MHL)             |
| 33 | Ilja Golubew            | G   | Russland     | Ak Bars Kasan             | Bars Kasan (MHL)                  |
| 34 | David Pastrňák          | RW  | Tschechien   | Sewerstal Tscherepowez    | Södertälje SK (HockeyAllsvenskan) |
| 35 | Shōma Izumi             | F   | Japan        | Admiral Wladiwostok       | Tomakomai (Japan)                 |
| 36 | Václav Karabáček        | F   | Tschechien   | KHL Medveščak Zagreb      | EC Red Bull Salzburg (MHL)        |

### Runde 2
| #  | Spieler           | Pos | Nationalität        | KHL-Team                  | Verein / Team                      |
| -- | ----------------- | --- | ------------------- | ------------------------- | ---------------------------------- |
| 39 | Filip Pyrochta    | D   | Tschechien          | Dinamo Riga               | Bílí Tygři Liberec (Extraliga)     |
| 41 | Brandon Fortunato | D   | Vereinigte Staaten  | HK Witjas                 | USNTDP Juniors (USHL)              |
| 48 | Rasmus Andersson  | D   | Schweden            | HC Lev Prag               | Malmö Redhawks (HockeyAllsvenskan) |
| 51 | Pavel Jenyš       | F   | Tschechien          | HK Sibir Nowosibirsk      | HC Kometa Brno (Extraliga)         |
| 52 | Jack Eichel       | C   | Vereinigte Staaten  | HK Witjas                 | Boston University (NCAA)           |
| 53 | Kaapo Kähkönen    | G   | Finnland            | Barys Astana              | Espoo Blues (SM-liiga)             |
| 54 | Dmytro Timashov   | F   | Schweden / Ukraine  | Salawat Julajew Ufa       | MODO Hockey                        |
| 55 | Pawel Kraskowski  | C   | Russland            | Lokomotive Jaroslawl      | Lokomotive Jaroslawl               |
| 56 | Adrián Holešinský | C   | Slowakei            | HK Metallurg Magnitogorsk | VIK Västerås HK                    |
| 59 | Mikko Rantanen    | F   | Finnland            | Neftechimik Nischnekamsk  | TPS Turku (SM-liiga)               |
| 60 | William Nylander  | C   | Schweden / Kanada   | HK Awangard Omsk          | Södertälje SK (HockeyAllsvenskan)  |
| 62 | Uladsislau Kadola | C   | Belarus             | Sewerstal Tscherepowez    | HK Homel                           |
| 64 | Lee Chong-hyun    | F   | Südkorea / Finnland | Admiral Wladiwostok       | Sun Duck HS (Südkorea)             |
| 65 | Jake Virtanen     | F   | Kanada              | KHL Medveščak Zagreb      | Calgary Hitmen (WHL)               |

### Runde 3
| #   | Spieler             | Pos   | Nationalität | KHL-Team                  | Verein / Team                      |
| --- | ------------------- | ----- | ------------ | ------------------------- | ---------------------------------- |
| 68  | Christián Jaroš     | D     | Slowakei     | Dinamo Riga               | HC Košice (U18-Slowakei)           |
| 85  | Damir Scharipsjanow | D     | Russland     | Neftechimik Nischnekamsk  | Reaktor Nischnekamsk (MHL)         |
| 92  | Dmitri Grenz        | C     | Kasachstan   | Barys Astana              | Torpedo Ust-Kamenogorsk            |
| 102 | Juho Lammikko       | RW/LW | Finnland     | Atlant Moskowskaja Oblast | Porin Ässät U20 (Nuorten SM-liiga) |

### Runde 4
| #   | Spieler                  | Pos  | Nationalität | KHL-Team             | Verein / Team                   |
| --- | ------------------------ | ---- | ------------ | -------------------- | ------------------------------- |
| 128 | Älichan Ässetow          | RW   | Kasachstan   | Barys Astana         | Kaszink-Torpedo II (Kasachstan) |
| 130 | Jakob Forsbacka Karlsson | C    | Schweden     | Lokomotive Jaroslawl | Linköpings HC (J20 SuperElit)   |
| 137 | Andreas Englund          | D    | Schweden     | SKA Sankt Petersburg | Djurgårdens IF (J20 SuperElit)  |
| 139 | Jiří Smejkal             | C/LW | Tschechien   | KHL Medveščak Zagreb | HC Mountfield (U18 Extraliga)   |

### Runde 5
| #   | Spieler           | Pos | Nationalität | KHL-Team                 | Verein / Team            |
| --- | ----------------- | --- | ------------ | ------------------------ | ------------------------ |
| 143 | Rodrigo Ābols     | C   | Lettland     | Dinamo Riga              | SK Riga                  |
| 148 | Szjapan Falkouski | D   | Belarus      | HK Dinamo Minsk          | HK Junost Minsk          |
| 153 | Josef Stříbrný    | F   | Tschechien   | HC Lev Prag              | HC Litvínov              |
| 157 | Lukáš Berák       | LW  | Slowakei     | HC Slovan Bratislava     | HC Dukla Trenčín         |
| 161 | Gustav Franzén    | C   | Schweden     | Sewerstal Tscherepowez   | HV71                     |
| 162 | Joel Kiviranta    | LW  | Finnland     | HK Awangard Omsk         | Jokerit                  |
| 163 | Oskar Lindblom    | LW  | Schweden     | Lokomotive Jaroslawl     | Brynäs IF                |
| 164 | Anton Karlsson    | LW  | Schweden     | Lokomotive Jaroslawl     | Frölunda HC              |
| 167 | Brayden Point     | C   | Kanada       | HK Traktor Tscheljabinsk | Moose Jaw Warriors (WHL) |
| 171 | Aaron Ekblad      | D   | Kanada       | HK Witjas                | Barrie Colts (OHL)       |